# Фрауенлоб
Генріх Фрауенлоб або Генріх фон Мейсен (нім. Heinrich Frauenlob / Heinrich von Meißen) — середньоверхньонімецький мінезингер. Прізвисько «Фрауенлоб» (Середньоверхньонімецькою — Frouwenlop) означає «хвала жінці» або ж «хвала Діві Марії».

## Біографія
Фрауенлоб народився в Майсені. Вів мандрівний спосіб життя. Возвеличення різних правителів в його віршах дає нам можливість простежити його подорожі починаючи з 1278 року: Богемія, Каринтія, Данія. 1311 року Фрауенлоб осів в Майсені, де й відкрив першу школу майстерзангу. Помер мінезингер 29 листопада 1318 року. Існує легенда, що жінки власноруч несли домовину поета до його могили, як подяку за прижиттєву глибоку прихильність до протилежної статі. 1783 року його могилу реставрували, а 1841 біля неї возвели пам'ятник поету.

## Твори
Фраунлоб творив у широкому спектрі жанрів: пісні, шпрухи, лейхи тощо.
У його піснях оспівуються звичні для  XIII століття теми — куртуазна любов, природа, релігія (Свята Трійця та Діва Марія). Щодо шпрухів, то в них Фрауенлоб виражав свої погляди на поезію та свою власну творчість. З одного боку, він зображує себе як наступника великих поетів минулого (особливо цінує Конрада фон Вюрцбурґа, якому посмертно присвячує вірш, в якому нарікає на те, що разом з Конрадом померло й мистецтво), а з іншого — возвеличує себе над іншими поетами («зі глибини кальдера виринає моє мистецтво»). У своїх лейхах, поет прославляє розп'яття, куртуазну любов та Діву Марію.